# 페리클리스 피에라코스 마브로미할리스

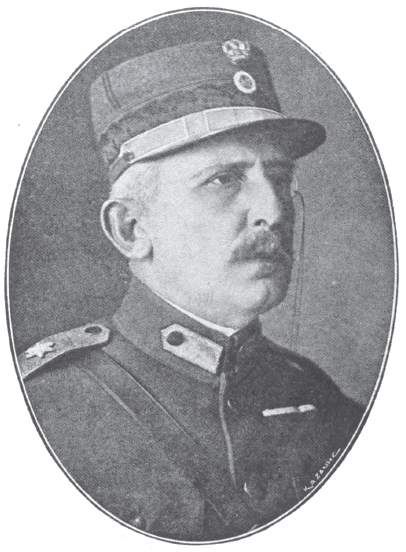

페리클리스 피에라코스 마브로미할리스(Περικλής Πιερράκος Μαυρομιχάλης, 1863 ~ 1938)는 그리스의 공무원이며 정치가이다.
그는 마니반도의 마브로미할리스 씨족 출신의 명사 안토니오스 마브로미할리스의 아들이었다. 그는 그리스군에 들어갔으며 그리스-터키 전쟁 (1897년), 발칸 전쟁(대령 직위)에 참전했으며 후에는 그리스-터키 전쟁 (1919년 ~ 1922년)에도 참전했다. 은퇴 후에는 정치에 입문해서 내무부 장관을 맡았으며(1921 ~ 1923) 1924년에는 그리스의 국방부 장관이 되었다. 그 결과로 1929년에는 그리스 상원의원으로 선출되었다.
페리클리스 피에라코스 마브로미할리스는 아테네에서 열린 1896년 하계 올림픽에도 참가했다.
피에라코스 마브로미할리스는 플뢰레 경기에서 동메달을 땄다. 예선전에서 2승 1패를 기록했다. 은메달리스트인 앙리 칼로에게는 졌지만 앙리 델라보드와 요안니스 풀로스를 꺾었기 때문이다. 그 결과 조예선 2위를 기록했다. 다른조에 속한 아타나시오스 부로스와는 경기가 없었고 3위를 차지했다. 부로스와는 기록은 같았지만 부로스는 실질적인 승리는 한 번밖에 하지 못했기 때문에 승리를 두 번한 피에라코스 마브로미할리스가 동메달을 받게 되었다.